# (1731) Smuts
(1731) Smuts ist ein Asteroid des Hauptgürtels, der am 9. August 1948 von E. L. Johnson, vom Union-Observatorium in Johannesburg aus, entdeckt wurde. 
Der Asteroid trägt den Namen des südafrikanischen Staatsmanns und Generals J. C. Smuts, unter dem Johnson in beiden Weltkriegen diente.